# Баска

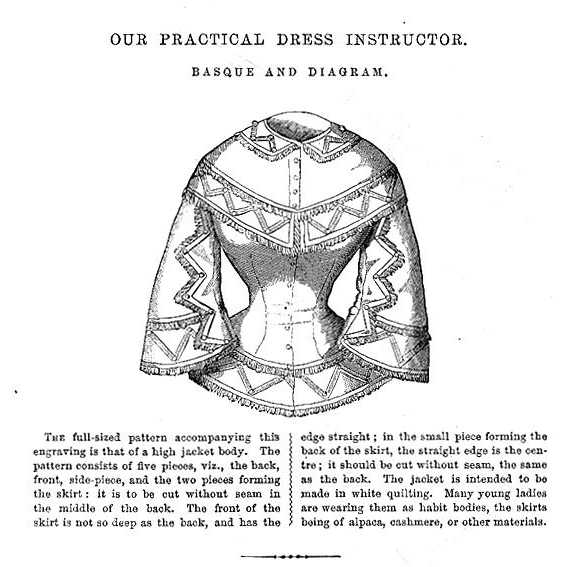
Лиф с баской, журнал Godey's Lady's Book, январь 1857

Ба́ска (фр. basque «баск»), баски́на — широкая оборка на женской кофте или юбке, а также подкройная полочка, пришиваемая к лифу кофты или платья, придающая им вид костюма. В России XIX века баской или баскиной называли саму кофту с такой отделкой, напоминающую кацавейку, хотя баскина в исходном значении — испанская широкая верхняя юбка для выхода на улицу.
Баска была традиционным элементом костюмов басков. Изначально этот элемент использовался в мужской одежде и лишь потом перешел в женскую. В России баска появилась в начале XVIII века на одежде европейского образца и широко распространилась в XIX веке, став своеобразным символом мещанского сословия.
Современной популярностью баска обязана модельеру баскского происхождения — Кристобалю Баленсиага. Баленсиага сделал баску основным элементом многих своих коллекций. Жакет с баской также является неотъемлемым элементом коллекций Dior.